# Maniltoa fortuna-tironis
Maniltoa fortuna-tironis är en ärtväxtart som beskrevs av Bernard Verdcourt. Maniltoa fortuna-tironis ingår i släktet Maniltoa och familjen ärtväxter. Inga underarter finns listade i Catalogue of Life.